# O vergnügte Stunden, da mein Herzog funden seinen Lebenstag, BWV Anh. 194
O vergnügte Stunden, da mein Herzog funden seinen Lebenstag, BWV Anh. 194 (O hores felices del meu duc, va viure el seu dia) és una cantata perduda de Bach, estrenada, probablement, a Köthen el 9 d'agost de 1722, per a l'aniversari del príncep Johann August d'Anhalt-Zerbst. La música s'ha perdut, però el text s'ha trobat no fa gaire. És més aviat una serenata i té la forma d'un diàleg entre dues figures al·legòriques la Glòria i la Fama.